# 横七番町通
横七番町通（よこしちばんちょうどおり）は、新潟市中央区の市道、またはその沿道の町名。現行行政地名は横七番町通一丁目から横七番町通五丁目。住居表示未実施区域。郵便番号は951-8083。

## 概要
新潟市街地は南側の白山神社方を上手、北側の信濃川河口方を下手とするが、横七番町通はその下手、いわゆる下町（しもまち）と呼ばれる地域を縦貫している。古町通と東堀通が合流する東堀通13番町交差点を起点に1丁目から5丁目まである。当地域の人口は419人（2011年3月1日現在、住民基本台帳調査による。新潟市調べ）。

### 隣接している町字
北から東回り順に、以下の町字と隣接する。
- 浮洲町
- 附船町
- 艀川岸町
- 元下島町
- 寺山町
- 寄合町
- 東受地町
- 夕栄町
- 本町通
- 寄附町
- 西受地町
- 元祝町
- 祝町

## 歴史
横七番町通は、明治5年（1872年）の住所改正まで熊谷小路（くまがやこうじ）の名で呼ばれていた。本町通にあった熊谷市佐衛門の屋敷が由来と思われる。小路を挟んだ富田覚佐衛門の屋敷から覚佐衛門小路としている絵図もある。江戸時代の小路周辺は信濃川の土砂堆積によって徐々に広がった新しい町のため、新地（しんち）と呼ばれていた。当時の新潟町では、「小路」と呼ばれる道路は基本的に商店や屋敷の表間口が構えられる事がなく、「通り」と呼ばれる道路を結ぶ連絡通路でしかなかった。しかし熊谷小路、甚九郎小路など何本かの小路は、幕末までに通りと変わらず表間口が並ぶようになっていた

県令楠本正隆が行った明治5年の住所改正は、通りや小路、堀の名前を単純化するものであった。例えば、町と信濃川を結ぶ横堀は上手の白山掘から順に番号がふられ、一番掘から五番堀に、町を縦貫するようにあった寺町堀と片原堀は、それぞれ西堀と東堀と言った具合である。熊谷小路のような表間口が並ぶ小路は横町と名付けられ、上手の横一番町通から順に横七番町通まで改められた
。しかし結果的に改名された名は住人の間で馴染むことはなく、一番掘通や横七番町通のように改名後の名がそのまま定着した例はごく僅かである。

### 年表
- 1872年（明治5年） : 新潟町の町域改編に伴い熊谷小路から「横七番町通」に改称する。
- 1879年（明治12年）4月9日 : 新潟町の区制移行により、新潟区の町丁となる。
- 1889年（明治22年）4月1日 : 新潟区の市制施行により新潟市の町丁となる。
- 2007年（平成19年）4月1日 : 新潟市の政令指定都市移行により、中央区の町丁となる。

## 出身人物
横七番町出身の著名な人物としては、歌手の小林幸子があげられる。

## 世帯数と人口
2018年（平成30年）1月31日現在の世帯数と人口は以下の通りである。
| 丁目             | 世帯数  | 人口  |
| ---------------- | ------- | ----- |
| 横七番町通一丁目 | 41世帯  | 71人  |
| 横七番町通二丁目 | 17世帯  | 37人  |
| 横七番町通三丁目 | 57世帯  | 109人 |
| 横七番町通四丁目 | 53世帯  | 96人  |
| 横七番町通五丁目 | 38世帯  | 69人  |
| 計               | 206世帯 | 382人 |

## 小・中学校の学区
市立小・中学校に通う場合、学区は以下の通りとなる。
| 丁目             | 番地 | 小学校               | 中学校                 |
| ---------------- | ---- | -------------------- | ---------------------- |
| 横七番町通一丁目 | 全域 | 新潟市立日和山小学校 | 新潟市立新潟柳都中学校 |
| 横七番町通二丁目 | 全域 | 新潟市立日和山小学校 | 新潟市立新潟柳都中学校 |
| 横七番町通三丁目 | 全域 | 新潟市立日和山小学校 | 新潟市立新潟柳都中学校 |
| 横七番町通四丁目 | 全域 | 新潟市立日和山小学校 | 新潟市立新潟柳都中学校 |
| 横七番町通五丁目 | 全域 | 新潟市立日和山小学校 | 新潟市立新潟柳都中学校 |